# Pohlreichův souboj restaurací
Pohlreichův souboj restaurací je česká kulinářská show, ve které bojuje 12 špičkových restaurací o to, která je tou nejlepší.
Pohlreichův souboj restaurací se zaměřuje nejen na klasickou českou i moderní kuchyni, ve výběru je i italská, americká nebo asijská kuchyně.
Pořad je českou mutací zahraniční show Ramsay’s Best Restaurant.

## Popis soutěže
V základním kole se proti sobě vždy postaví dvě restaurace se stejným zaměřením. Dostanou několik úkolů, včetně zátěžového testu. Ve stejnou chvíli ji navštíví třicet lidí a restaurace dostane dvě hodiny na obsloužení všech hostů, a to tříchodovým menu. Zdeněk Pohlreich hodnotí nejen kvalitu pokrmů, ale také servis, to, jak se lidé v dané restauraci cítí a jak fungují týmy. Následně se proti sobě obě restaurace postaví v kuchyni Zdeňka Pohlreicha. Z jedné konkrétní suroviny musí připravit jídlo, které je stylem vystihuje, ale které je také dostane do dalšího kola.
V Pohlreichově souboji restaurací se utkávají:
Tradiční česká kuchyně
- Zájezdní hostinec U Jiskrů
- Na Pašince

Italská kuchyně
- Dejvická 34
- Di Nuovo

Moderní česká kuchyně
- Long Story Short
- Sůl a řepa

Americká kuchyně
- Obora
- Dock House

Asijská kuchyně
- Dian
- Nhà hai hành

Zážitková kuchyně
- Salabka
- Mace

## Seznam dílů
| Č. v pořadu | Č. v řadě | Kategorie              | Soutěžní restaurace                     | Vítěz            | Premiéra v ČR   | Sledovanost (15+) |
| ----------- | --------- | ---------------------- | --------------------------------------- | ---------------- | --------------- | ----------------- |
| 1           | 1         | Tradiční česká kuchyně | Zájezdní hostinec U Jiskrů Na Pašince   | Na Pašince       | 8. března 2023  | 657 000           |
| 2           | 2         | Italská kuchyně        | Dejvická 34 Di Nuovo                    | Dejvická 34      | 15. března 2023 | 510 000           |
| 3           | 3         | Moderní česká kuchyně  | Long Story Short Sůl a řepa             | Long Story Short | 22. března 2023 | 449 000           |
| 4           | 4         | Americká kuchyně       | Obora Dock House                        | Dock House       | 29. března 2023 | 441 000           |
| 5           | 5         | Asijská kuchyně        | Dian Nhà hai hanh                       | Nhà hai hanh     | 5. dubna 2023   | 402 000           |
| 6           | 6         | Zážitková kuchyně      | Salabka Mace                            | Salabka          | 12. dubna 2023  | 433 000           |
| 7           | 7         | 1.semifinále           | Na Pašince Dejvická 34 Long Story Short | Long Story Short | 19. dubna 2023  | 367 000           |
| 8           | 8         | 2.semifinále           | Dock House Nhà hai hanh Salabka         | Salabka          | 26. dubna 2023  | 370 000           |
| 9           | 9         | Finále                 | Long Story Short Salabka                | Salabka          | 3. května 2023  | 407 000           |